# Basilio María de Barral
El pare Basilio María de Barral (Ourense, 3 de novembre de 1901, Vigo, 25 de maig de 1992) va ser un missioner gallec que va viure al Delta Amacuro, en Veneçuela. Va ser un dels primers investigadors del warao.
Va arribar a Veneçuela en 1931. En 1939 va ser nomenat superior de la missió de Amacuro i en 1988 va tornar definitivament a Galícia.

## Obres
- Diccionario Warao-Español, Español-Warao (Caracas, 1957, 276 pp).
- Guarao Guarata, lo que cuentan los indios guaraos (Caracas, 1960, XXIV-351pp).
- Catecismo Católico Bilingüe, en lingua warao e castelá. (Caracas, 1960, 180pp).
- Karata Guarakitane Naminaki. (Aprendamos a leer). Cartilla warao-español (Caracas, 1961, 111 pp).
- Los indios waraos y su cancionero. Historia, relixión e alma lírica. (Madrid, 1964, XX-594pp).
- Guarao A-Ribu, literatura de los indios waraos, (Caracas, 1969, 304pp).